# Dermopigmentação
Dermopigmentação ou maquilhagem permanente é uma técnica de cosmética que usa tatuagem (pigmentação permanente da derme) para produzir padrões que se assemelham a maquilhagem, mas de forma permanente, principalmente na pele da face, lábios e pálpebras. É também usada para produzir sobrancelhas artificiais, principalmente em pessoas que as perderam devido à idade avançada, a uma doença, quimioterapia ou distúrbios genéticos, ou para disfarçar cicatrizes e manchas na pele, como no caso do vitiligo. Pode também ser usada para corrigir o padrão da aréola mamária após cirurgia.